# Моя девушка — монстр
«Моя девушка — монстр» (англ. Colossal) — канадо-испанский фантастический фильм режиссёра Начо Вигалондо о девушке Глории, потерявшей работу и своего парня, которая становится свидетелем нападения громадного монстра на Сеул и начинает догадываться, что причастна к этим событиям.
Мировая премьера состоялась 9 сентября 2016 года на Международном кинофестивале в Торонто. Фильм также был показан на кинофестивале Сандэнс 20 января 2017 года.

## Сюжет
Сеул, Республика Корея. Мать с дочерью ищут в парке куклу, которую девочка обронила во время прогулки. Игрушка найдена. В этот момент они с ужасом замечают, что по городу шагает огромный монстр.
Нью-Йорк, США, 25 лет спустя. Молодая журналистка по имени Глория, живущая далеко от эпицентра событий[каких?], старается пережить расставание со своим парнем Тимом, который был ей очень дорог. Она уже больше года сидит без работы и ничего не предпринимает, чтобы её найти. Тим настаивает на том, чтобы Глория съехала с его квартиры. Та принимает решение возвратиться в родные края.
Глория приезжает в маленький городок, где прошло её детство и юность. Она заселяется в пустующий дом своих родителей, в котором нет даже кровати. На следующий день Глория идёт покупать надувной матрас и встречается с другом детства Оскаром, который предлагает Глории посидеть в баре (после смерти отца он стал владельцем этого питейного заведения), в котором Глория пьёт пиво вместе с Оскаром и его приятелями, Гартом и Джоэлом. Там Глория пытается флиртовать с Джоэлом, однако Оскар недоволен этим.
Вернувшись из бара, Глория засыпает на ненадутом матрасе. Через некоторое время её будит телефонный звонок: сестра Глории возбуждена появлением в Интернете шокирующего видео — Сеул опять подвергся нападению, в городе материализовался огромный монстр. 
Вскоре Глория звонит Тиму, а он в подозрении, что она снова напилась, советует ей обратиться к наркологу.
Вечером в баре Оскара все посетители смотрят новости из Сеула. Глорию мучают смутные догадки. Остаток ночи она проводит на скамейке перед детской площадкой, где и засыпает. Проснувшись от голосов идущих в школу детей, Глория звонит Тиму, но тот торопится на работу. Придя домой, она надувает матрас, туда же вскоре наведывается Оскар и приносит ей телевизор. Он предлагает Глории работать официанткой у него в баре, и та соглашается.
Работа в баре не помогает Глории избавиться от алкоголизма. После каждой смены она присоединяется к Оскару, Гарту и Джоэлу и пьянствует с ними до поздней ночи. В 8:05 утра Глория приходит на детскую площадку и заставляет монстра проявить себя.
Отоспавшись после ночной смены, Глория связывается с Тимом по Скайпу и сообщает ему о том, что устроилась на работу. Оскар снова приходит к ней домой и привозит диван, который Глория с благодарностью принимает (надувной матрас оказался испорчен).
Выпив несколько бутылок пива, Глория решает поделиться с друзьями своим секретом. Но ситуация становится ещё более сложной, когда Оскар выходит на детскую площадку и заставляет гигантского робота проявить себя в Сеуле. Он уверен, что впервые монстр появился, когда они с Глорией были ещё детьми, а на месте детской площадки была стройка. Позже Оскар везёт её в корейский ресторан, где работает его знакомый. Тот пишет иероглифами на листке бумаги текст, который попросила Глория. 
На следующее утро Оскар и Глория приходят на детскую площадку, где она пишет на земле по-корейски: «Простите, это была ошибка, больше это не повторится».
Втайне от Оскара Глория напрашивается к Джоэлу в гости, и они вместе проводят ночь. Утром она узнаёт, что пьяный Оскар использует своё воплощение, чтобы насмехаться над южнокорейцами. После напряжённой конфронтации Глория даёт ему пощёчину и робот удаляется. 
Обиженный Оскар оскорбляет своих друзей в баре и заставляет Глорию пить пиво, иначе он устроит в Сеуле новую бойню. Глория и Оскар ссорятся. Утром они продолжают выяснять отношения на детской площадке, в то время как монстр и робот устраивают драку. Джоэл пытается разнять Глорию и Оскара. Глория заявляет, что больше не вернётся в бар, тогда как Оскар говорит, что она будет продолжать работать.
Позже Джоэл привозит в дом Глории ещё мебель от Оскара (тот очень переживает и чувствует себя виноватым). Глория и Оскар заключают мир при условии: никаких ночных посиделок после закрытия бара.
После телефонного звонка Глории Тим приезжает в их город по работе. Тиму кажется подозрительным, что Глория сумела здесь так быстро найти работу, но вскоре подтверждает свои слова[какие?] тем, что подвозит Глорию до бара, где он знакомится с Оскаром. После нескольких бутылок пива Оскар поджигает запал огромной коробки с петардами, которая хранилась в кладовке долгие годы. Тим в шоке. Он признаётся, что приехал сюда не по работе, и просит Глорию уехать с ним в Нью-Йорк. Та медлит, и, не решаясь нарушить договорённость с Оскаром, Тим покидает бар.
Вернувшись домой, Глория обнаруживает, что там её поджидает Оскар. Глория собирается вызвать полицию, но Оскар останавливает её. Бывшие одноклассники мысленно переносятся на 25 лет назад: ученики младших классов Глория и Оскар вместе идут в школу и несут в руках макеты, склеенные из бумаги. Порывом ветра работу Глории уносит к деревьям, и Оскар идёт её искать. Макет найден, но вместо того, чтобы вернуть его Глории, Оскар начинает топтать его ногами. В этот момент в небе сверкает молния, разряд которой попадает Глории и Оскару в голову, вследствие чего дети лишаются чувств. Из их рук выпадают монстр и робот, которых в это время впервые видели в Сеуле.
Глория разочарована: поступки Оскара продиктованы ненавистью к самому себе. В её доме он затевает драку, выпрыгивает в окно и мчится к детской площадке, где Оскар одерживает победу над Глорией и кричит, что если она уедет в свой Нью-Йорк, он будет разрушать Сеул и убивать людей. Глория рыдает.
Придя домой, Глория собирает вещи и улетает в Сеул. Оттуда она звонит Тиму, чтобы принести свои извинения. В 8:05 утра по нью-йоркскому времени Оскар заставляет робота проявить себя, тогда как Глория встаёт лицом к лицу с гигантским роботом. В это время на детской площадке её родного городка Оскар наблюдает за тем, как перед ним появляется огромный монстр. Злобный Оскар пытается сбежать, но монстр его хватает и бросает прочь, после чего исчезает. В Сеуле люди наблюдают, как робот завис в воздухе, а после улетел прочь. Народ празднует.
Гуляя по улицам Сеула, Глория заходит в небольшой бар. На ломаном английском официантка делится с туристкой своей радостью: робота больше нет. Глория готова рассказать ей удивительную историю, тогда как официантка предлагает посетительнице напитки за счёт заведения.

## В ролях
- Энн Хэтэуэй — Глория
  - Ханна Черами — маленькая Глория
- Джейсон Судейкис — Оскар
  - Нэйтан Эллисон — маленький Оскар
- Дэн Стивенс — Тим
- Тим Блейк Нельсон — Гарт
- Рукия Бернард — Мэгги
- Остин Стоуэлл — Джоэл
- Агам Дарши — Эш

## Прокат
Премьера фильма в кинотеатрах Индии и США состоялась 7 апреля 2017 года, в Новой Зеландии, России и на Украине — 27 апреля 2017 года, в Египте, Колумбии и Португалии — 18 мая 2017 года.

## Критика
Фильм получил положительные отзывы кинокритиков. На сайте Rotten Tomatoes фильм имеет рейтинг 81 % на основе 247 рецензий со средним баллом 7,13 из 10. На сайте Metacritic фильм имеет оценку 70 из 100 на основе 38 рецензий критиков, что соответствует статусу «в целом положительные отзывы»[17].